# Спільна сільськогосподарська політика Європейського Союзу
Спільна сільськогосподарська політика, ССП (Common Agricultural Policy, CAP) — одна з найважливіших і найвитратніших сфер діяльності ЄС (понад 40 % бюджету ЄС). Належить до виняткових повноважень Спільноти; рішення ухвалюються кваліфікованою більшістю голосів Ради після консультацій у Європейському Парламенті. Головні завдання ССП — забезпечити фермерам прийнятний рівень життя, а споживачам — якісні харчові продукти за справедливими цінами, зокрема шляхом організації спільного ринку сільгосппродукції та застосування принципів єдиних цін, фінансової солідарності та переваги Спільноті.
Створення ССП проголошено в Римському договорі. Головна початкова мета (зумовлена, зокрема, післявоєнними нестатками) — самозабезпечення харчовими продуктами, досягалась шляхом субсидій виробникам за вироблену продукцію, системи гарантованих цін і інтервенційних заходів. В результаті склалася негнучка дотаційна політика, яка створювала величезні надлишки харчових продуктів і дедалі більше коштувала Спільноті (1988 року ССП «з'їла» 68 % бюджету ЄС). Спроби змінити систему і обмежити витрати на ССП робилися регулярно, та радикальна реформа почалася тільки на початку 2000-х років; суттєвим стимулом для неї послужили вступ до ЄС десяти нових членів і подальша лібералізація світової торгівлі в рамках СОТ. Головні засади реформування ССП закладені в «Програмі 2000», йдеться про обмеження витрат і зміщення акцентів на безпеку харчових продуктів, розвиток села та збереження довкілля. На заміну дотацій на виробництво поступово запроваджують прямі виплати фермерам, як форму допомоги і засіб заохотити сільгоспвиробників дотримуватись харчових та екологічних норм.
«Батьком» Спільної сільськогосподарської політики є Сіко Мансхолт, який також став автором першої (невдалої) спроби її реформування (відомої як «план Мансхолта»). 